# Президент Каракалпакстана
Президе́нт Респу́блики Каракалпакста́н (каракалп. Қарақалпақстан Республикасының президенты; узб. Қорақалпоғистон Республикаси президенти) — высшая государственная должность руководителя Республики Каракалпакстан, существовавшая с 11 ноября 1991 года по 20 июня 1992 года. Первым и последним человеком, занимавшим должность эту должность являлся Даулетбай Нуратдинович Шамшетов. После упразднения должности президента, фактическим главой государства стал председатель Верховного Совета (впоследствии Жокаргы Кенеса) Республики Каракалпакстан.